# Laevicephalus obvius
Laevicephalus obvius är en insektsart som beskrevs av Knull 1951. Laevicephalus obvius ingår i släktet Laevicephalus och familjen dvärgstritar. Inga underarter finns listade i Catalogue of Life.